# Expedición de Charles Town
La Expedición de Charles Town (septiembre de 1706) fue un intento por parte de fuerzas francesas y españolas, lideradas por el capitán Jacques Lefebvre, de capturar la capital de la provincia inglesa de Carolina, Charles Town, durante la Guerra de la Reina Ana (como se le conoce al teatro norteamericano de la Guerra de Sucesión Española).
Organizada y financiada principalmente por los franceses y lanzada desde La Habana, la expedición llegó a Charles Town a principios de septiembre de 1706 luego de detenerse en San Agustín para recoger refuerzos. Luego de un corto encuentro con un corsario el buque francés Brillante, uno de los seis barcos de la expedición, se separó del resto de la flota. Las tropas que desembarcaron cerca de Charles Town fueron repelidas rápidamente por una milicia formada por el gobernador Nathaniel Johnson cuando las noticias de la expedición llegaron a la región, y una flotilla improvisada comandada por el coronel William Rhett capturó al Brillante, el cual llegó después de que los otros cinco barcos habían emprendido el regreso derrotados.

## Antecedentes
Las noticias del inicio de la Guerra de Sucesión Española habían llegado al sureste de América del Norte a mediados de 1702, y los líderes de la provincia inglesa de Carolina actuaron de inmediato. Luego de fracasar en su intento por capturar San Agustín, la capital de Florida española, lanzaron una serie de asaltos destructivos en contra de los asentamientos indígena-españoles en el norte de Florida. Las autoridades francesas en el pequeño asentamiento de Mobile en la costa del Golfo de México se mostraron alarmados por estos acontecimientos, ya que, como aliados de los españoles, sus territorios también podrían ser atacados.
La idea de una expedición combinada franco-española surgió por primera vez en 1704, cuando el gobernador de la Florida, José de Zúñiga y la Cerda, discutió la idea con un capitán naval francés como una medida de represalia en contra de las incursiones de Carolina; no obstante, no se tomó ninguna acción concreta luego de esta charla.  Pierre LeMoyne d'Iberville, el fundador de Mobile y un experimentado corsario que anteriormente había causado considerables daños a las colonias inglesas durante la Guerra de los Nueve Años, desarrolló un gran plan en 1703 para atacar Carolina. Utilizando una cantidad mínima de recursos franceses, d'Iberville planeaba enviar una pequeña flota francesa para que se uniera con una flota española más grande en La Habana, la cual luego descendería sobre la capital de Carolina, en ese entonces conocida como Charles Town. La expedición sería financiada tomando a otras comunidades coloniales inglesas como rehenes luego de destruir Charles Town.  No fue sino hasta finales de 1705 que d'Iberville consiguió el permiso del Rey Luis XIV para la expedición. El rey proveyó barcos y algunas tropas, pero exigió que d'Iberville cargue con el costo inicial de equipar la expedición.

## Preludio

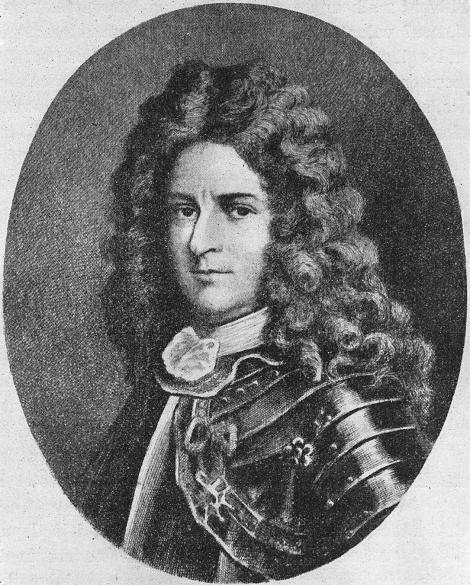
Pierre Le Moyne d'Iberville fue el organizador de la expedición.

Dos flotas pequeñas, una comandada por d'Iberville, quien iba a liderar la expedición, partieron desde Francia en enero de 1706, con un total de 12 barcos llevando a 600 tropas francesas.  Primero zarparon en dirección a las Indias Occidentales, en donde se reclutaron tropas adicionales en Martinica, y d'Iberville saqueó el puerto inglés de Nevis con éxito.  D'Iberville luego dejó ir a parte de su escuadrón y se dirigió a La Habana. Allí intentó atraer el interés de las autoridades españolas para que apoyen a la expedición, con poco éxito, debido en parte a una fuerte epidemia de fiebre amarilla en la colonia. Además de diezmar a las tropas de la expedición, la enfermedad causó la muerte del gobernador español Pedro Álvarez de Villarín el 6 de julio, y del mismo d'Iberville dos días después. Antes de morir, d'Iberville entregó el control de la expedición al capitán Jacques Lefebvre.
Lefebvre partió de La Habana con cinco barcos, llevando unos 300 solados franceses bajo el mando del General Arbousset, y 200 voluntarios españoles liderados por el General Estaban de Berroa. La flota pasó primero por San Agustín, en donde el gobernador Francisco de Córcoles y Martínez proveyó un sexto barco, otros 30 soldados de infantería, y unos 50 "indios cristianos" de las tribus Timucua, Apalachee y Tequassa.
La flota francesa zarpó desde San Agustín el 31 de agosto. En el camino, se avistó una balandra, y el Brillant la persiguió; eventualmente se separó del resto del escuadrón.  La balandra era un corsario enviado por el gobernador de Carolina Nathaniel Johnson para interceptar los barcos de suministros españoles; su capitán rápidamente regresó a Charles Town para informar sobre el movimiento de la flota. El pueblo y sus alrededores, en ese entonces también sufriendo el azote de una epidemia de fiebre amarilla, respondió al llamado de su milicia por parte del gobernador Johnson. El número exacto de hombres que fueron reclutados se desconoce; de la población no-esclava de 4.000, se estima que unos 900 hombres sirvieron en la milicia colonial. Anticipando que se intentaría un desembarco en la Isla James, la cual resguardaba la entrada sur al puerto, Johnson posicionó la milicia allí bajo el mando del Teniente Coronel William Rhett. El extremo norte de la Isla James fue fortificado con el Fuerte Johnson, en el cual contaba pocos cañones cuyo rango no era adecuado para evitar que los barcos ingresen al puerto. La milicia también improvisó una pequeña flotilla de barcos, que incluso incluía un barco de fuego.

## Ataques
La flota española llegó el 4 de septiembre (esta fecha está registrada en documentos ingleses contemporáneos y registros históricos como 24 de agosto debido a las diferencias entre el calendario juliano que en ese entonces se utilizaba en las colonias inglesas, y el calendario gregoriano moderno). Pese a la ausencia de Brillant, el cual llevaba a gran parte de las fuerzas francesas, incluyendo "los cañones, paladas, espadas, bombas y el comandante de la campaña" (siendo este último el General Arbousset), el Capitán Lefebvre y su flota cruzaron el banco el 7 de septiembre, y enviaron un ultimátum al día siguiente. Demandó 50.000 pesos españoles, amenazando con destruir Charles Town si no se le pagaba. El Gobernador Johnson rechazó la demanda despectivamente diciendo que era irrisoria, asegurando que el pueblo valía 40 millones de pesos, y de que "había costado mucha sangre, así que vengan si se atreven".

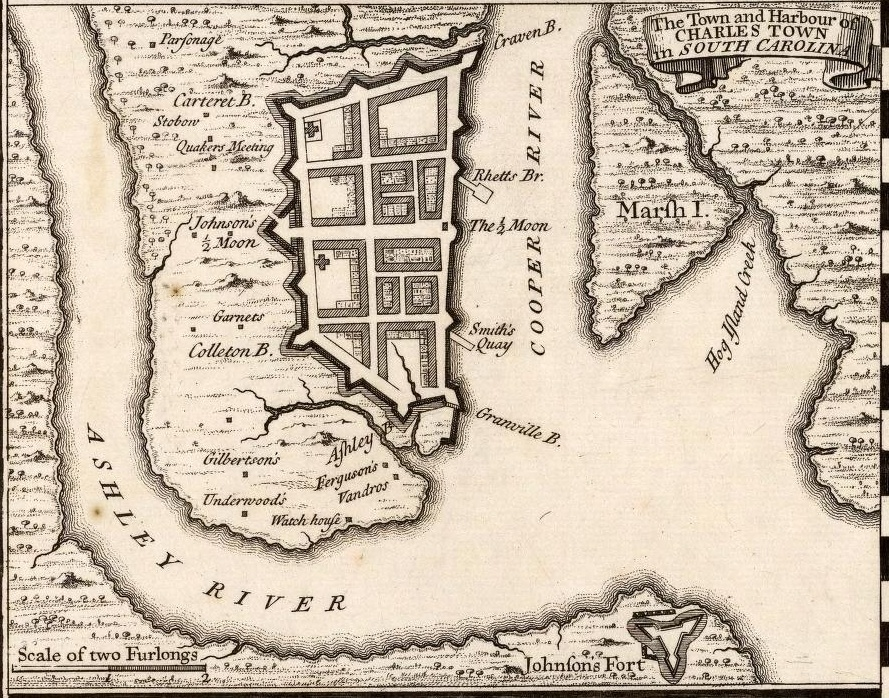
Un mapa de 1733 que muestra a Charles Town y sus alrededores. Se puede observar al Fuerte Johnson en el extremo inferior del mapa.

El 9 de septiembre los invasores desembarcaron dos fuerzas separadas. Una fuerza grande, de unos 160 hombres, saqueó algunas plantaciones cerca que cuello de Charleston, pero fue llamada de regreso cuando el gobernador Johnson envió a milicianos en botes para enfrentárseles. Una segunda fuerza más pequeña desembarcó en la Isla James, pero también fue repelida debido a la amenaza presentada por los defensores. Tarde esa noche, Johnson recibió noticias de que el grupo en el cuello aún se encontraba activo, y envió al Teniente Coronel Rhett con 100 hombres a investigar. Al llegar cerca del amanecer del 10 de septiembre, aparentemente sorprendieron a los invasores. Los invasores se escaparon luego de una corta escaramuza, pero unos 60 fueron capturados, y unos 12 invasores y un defensor murieron. El 11 de septiembre el Teniente Coronel Rhett zarpó con la flotilla colonial para buscar a los invasores, solo para descubrir que ya se había ido.
Al día siguiente apareció el Brillant, si saber lo que había sucedido. Su capitán había calculado mal la distancia desde San Agustín y llegó a tierra más al norte antes de darse la vuelta. El General Arbousset desembarcó sus tropas al este de Charles Town, pero el Brillant fue capturado por la flota colonial; Arbousset y sus hombres se rindieron luego de que 14-30 muriesen en una corta batalla con la milicia inglesa. Los prisioneros incluían entre 90 y 100 indígenas; la mayoría de los cuales fueron "vendidos como esclavos".

## Consecuencias
Los gobernantes de Carolina declararon el 17 de octubre como un día de acción de gracias por su exitosa defensa.  No obstante, el gran número de prisioneros causó problemas. Enviaron un tercio de ellos a Virginia, esperando que sean transportados a Inglaterra. No obstante, para cuando los prisioneros llegaron a Virginia, la flota mercante anual ya había zarpado. Las autoridades en Virginia no se mostraron contentas con el hecho de que debían entonces quedarse con los prisioneros, quienes de otra manera hubiesen sido liberados con el barco en el que llegaron.
En respuesta a la expedición franco-española, los carolinos lideraron asaltos indígenas que asediaron Pensacola, uno de los últimos asentamientos españoles en la Florida. También movilizaron fuerzas indígenas para atacar a Mobile, pero estos esfuerzos se vieron truncados debido a las actividades diplomáticas francesas en las comunidades indígenas, además del esparcimiento de falsos rumores de otra expedición franco-española.